# Jean-Luc Bilodeau

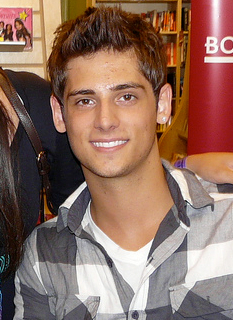
Jean-Luc Bilodeau

Jean-Luc Bilodeau, född 4 november 1990 i Vancouver, British Columbia, Kanada, är en kanadensisk skådespelare, mest känd för sin roll som Josh Trager i dramaserien Kyle XY där han spelar lillebror till huvudkaraktären och som "Ben Wheeler" i Baby Daddy där han spelar huvudkaraktären som efter ett One-night stand får en kvinna Gravid och efter det är fött får barnet lämnat utan för hans lägenhet. Bilodeau var med i Ill Fated (2005) där han spelar unge Bobby. Han har också en roll i horrorfilmen Trick 'r Treat, som kom ut 2008. 
Jean-Luc har även varit med i skräck filmen piranha 3DD